# Architecte des bâtiments de France
Pour les articles homonymes, voir ABF.
Un architecte des bâtiments de France (aussi connus par le sigle ABF) est un fonctionnaire français d'encadrement supérieur (catégorie A+) appartenant au corps des Architectes et urbanistes de l'État (AUE) ayant opté pour la section « patrimoine ». Corps distinct à l'origine, il est depuis 1993 réuni avec le corps des urbanistes de l’État (UE) au sein du corps des Architectes et urbanistes de l'État, afin de rendre plus cohérent le respect du patrimoine et les dynamiques d’aménagement. Le corps des AUE regroupe près de 280 agents des différents ministères d'affectation. Parmi les 170 AUE du ministère de la Culture, environ 120 sont ABF.
Les architectes des Bâtiments de France ont dans leurs missions de service public l'entretien et la conservation des monuments protégés ou non, ainsi qu'un rôle général de conseil gratuit et indépendant sur les autres édifices du patrimoine culturel. Ils aident au montage des dossiers financiers et techniques de restauration et s'assurent de la bonne réalisation des travaux selon les règles de l'art. Par ailleurs, les architectes des bâtiments de France veillent à la bonne insertion des constructions neuves et des transformations aux abords des monuments protégés et sont présents dans chaque département placé sous l'autorité du préfet, au sein des unités départementales de l'architecture et du patrimoine (UDAP).
Chaque UDAP est dirigé par un chef de service, le plus souvent architecte des bâtiments de France. Il est composé en moyenne de huit agents pouvant comprendre un ou deux autres ABF (alors adjoint au chef de service), des architectes contractuels ou vacataires, des ingénieurs des travaux publics de l'État, des ingénieurs des services culturels et du patrimoine, des techniciens des services culturels et des bâtiments de France, des adjoints administratifs et un secrétaire général.

## Recrutement

### Sélection
Les architectes et urbanistes élèves sont recrutés :
1. Par la voie d'un concours externe à options, détenteurs d'un diplôme, titre, certificat ou qualification qui ouvre l'accès au titre d'architecte en France.
2. Par la voie d'un concours interne : il est réservé aux fonctionnaires et aux agents non titulaires de l’État ou des collectivités territoriales, sans limite d’âge dès lors qu’ils justifient d’au moins 5 années de service public et d'un diplôme d'architecture (ce dernier n'est pas obligatoire).
3. Par la voie d'un examen professionnel qui est réservé aux fonctionnaires justifiants d’au moins 8 ans de services effectifs, âgés de 40 ans au moins et titulaires d'un diplôme d'architecture.

En moyenne une dizaine d'architectes des bâtiments de France sont recrutés par an.
Même si le concours est ouvert à tous les diplômés en architecture, la plupart de ceux recrutés bénéficient d'un double cursus : diplôme de spécialisation et d'approfondissement mention patrimoine (exemple : D.S.A de l'École de Chaillot ou de l'ENSA Paris Belleville, ENSA de Clermont), diplôme de deuxième cycle en urbanisme (exemple : Master urbanisme de Sciences Po) ou ont réalisé une préparation au concours (ENSA Belleville, ENSA Lyon, ENSA Versailles).

### Épreuves du concours
- épreuves écrites d'admissibilité
  - dissertation générale sur un sujet d'actualité (4 h)
  - analyse critique d'un projet d'architecture ou d'aménagement avec contre-proposition (4 h)
  - épreuve avec proposition graphique (8 h)
  - épreuve graphique d'architecture et d'urbanisme (10 h)
- épreuves orales d'admission
  - appréhension d'un dossier d'architecture, d'urbanisme ou d'aménagement (40 min)
  - entretien avec le jury (40 min)
  - langue étrangère (30 min)

### Formation post-concours
À la suite du concours, une formation d'un an est dispensée aux élèves Architectes et urbanistes de l'État par l'École nationale des ponts et chaussées et par l'École de Chaillot. La formation est sanctionnée par un Projet de Fin d'Étude qui vaut titularisation. Les AUE sont titularisés par nomination ministérielle.
Pour les ABF ayant réussi le concours sans être passés par le D.S.A. de l'École de Chaillot, le ministère de la culture leur offre la possibilité d'être intégré dans le cursus de formation de l'école de Chaillot (de deux ans) afin de se spécialiser dans la conservation des sites et monuments anciens.

## Historique
L'histoire des architectes des bâtiments de France est intimement liée à l'évolution de la notion de patrimoine architectural et à son intégration à l'administration française.

### De l'architecte libéral: l'architecte ordinaire des monuments historiques…
Alors que les premières protections des monuments commencent en 1840, il faut attendre la loi du 30 mars 1887, pour que le « service des monuments historiques » se structure.
En 1907 est créé dans chaque département un poste d'architecte ordinaire (le terme d'« ordinaire » signifie « qui exerce toute l'année ») chargé de l’entretien des monuments historiques : il portera le titre d'« architecte ordinaire des monuments historiques », en référence aux travaux d'entretien et de réparations ordinaires dont il a la charge. Il assiste l'architecte en chef des monuments historiques, alors une petite dizaine pour toute la France, en tant qu'architecte d'opération. Proche du terrain, l'architecte ordinaire des monuments historiques assure également la prévision, le suivi et le règlement des travaux d’entretien des monuments classés. Tout comme les architectes en chef, les architectes ordinaires étaient des architectes libéraux exerçant dans le département et choisis en fonction de leurs compétences dans le domaine des monuments historiques. Nommés par le ministre pour quatre ans, ils étaient rémunérés par des honoraires et vacations fixés par arrêté ministériel.
Un décret du 20 décembre 1935 réorganise la fonction des architectes ordinaires des monuments historiques qui deviennent « architectes des monuments historiques ». Ils sont recrutés sur concours par examen suivi d’un stage probatoire ouvert aux candidats ayant entre 28 et 45 ans. Bien que rémunérés « au moyen d’honoraires et de vacations », les architectes des monuments historiques ne sont pas néanmoins fonctionnaires de l’État. Ils perçoivent des honoraires proportionnels au montant des travaux qu’ils surveillent. À côté de leurs fonctions d’architectes des monuments historiques, ils peuvent exécuter des travaux à titre privé.

### …à l'architecte fonctionnaire: l'architecte des bâtiments de France…
Dans la France de la reconstruction, la direction de l’architecture souhaite avoir à sa disposition un corps d’architectes fonctionnaires de l’État, rémunérés par un traitement fixe, et ne pouvant pas exercer leur profession en dehors de leur service. Il ne perçoit pas d’honoraires sur le montant des travaux mais un traitement fixe. C’est en 1946 que le statut de ces architectes départementaux est officialisé avec la création d’un corps de fonctionnaires. Dans chaque département sont créées des agences des bâtiments de France placées sous la responsabilité d’un nouveau corps de fonctionnaires publics d’État, les ABF. Le personnel de chaque agence des bâtiments de France est composé «d’un architecte des bâtiments de France, chef de l’agence, un commis dessinateur, une dame sténodactylographe un surveillant des travaux.»
Les architectes ordinaires deviennent pour la plupart automatiquement ABF en fonction de leurs états de service : « services rendus en qualité d’architecte des monuments historiques et des bâtiments civils et palais nationaux, ainsi que de la possession d’un diplôme d’études supérieures pour la connaissance et la conservation des monuments anciens ». Les missions de l’ABF sont plus larges que celles de l’ancien architecte ordinaire. Leurs attributions, fixées par le décret de 1946, en font les correspondants permanents de l’État dans les départements pour le suivi du contrôle et de l’entretien des monuments historiques, mais également dans le domaine des sites, perspectives et paysages. En effet, l’architecte des bâtiments de France « a les attributions dévolues par les règlements en vigueur à l’architecte ordinaire des monuments historiques, sous l’autorité de l’architecte des monuments historiques » et « il est chargé des travaux d’entretien et de réparations ordinaires dans les bâtiments civils et palais nationaux de sa circonscription ». Il est donc le maître d’œuvre des travaux d’entretien sur les monuments historiques. L’ACMH, lui, est chargé du gros œuvre et des travaux de restauration. Ensuite, il est en quelque sorte la police des travaux sur les monuments historiques et de tous les sites dépendant de la législation sur la protection du patrimoine : loi de 1913, de 1930 sur les sites et 1943 sur les abords. Chaque propriétaire privé doit soumettre une demande à l’ABF lorsqu’il s’apprête à effectuer des travaux et ce dernier est chargé de les contrôler au nom de l’État.

### …puis l'architecte-urbaniste de l'État
Avec l'élargissement des protections et la protection du tissu urbain patrimonial et des paysages, l'architecte des bâtiments de France élargit son champ d'intervention au territoire, à l'urbanisme : secteurs sauvegardés (1962), des ZPPAU (1983), ZPPAUP (1993), AVAP (2010), des PLU patrimoniaux… Ces missions d'abord ponctuelles occupent au fur et à mesure de l'accroissement des protections du patrimoine et de la spécificité de ce domaine une part de plus en plus importante de son travail. Et dans les années 1990, le corps des Architectes des Bâtiments de France fusionne avec celui des Urbanistes de l'État.
Le rapport au territoire et l'élargissement de ses compétences, de l'objet « monument historique » à la politique patrimoniale du département, renforceront ses liens avec l'administration qui lui créera une véritable structure de travail, l'agence des bâtiments de France, qui deviendra en 1978, service départemental de l'architecture (SDA), puis service départemental de l'architecture et du patrimoine (SDAP), en 2010 service territorial de l'architecture et du patrimoine (STAP) et enfin en 2016 unité départementale de l'architecture et du patrimoine dans le cadre de la loi relative à la liberté de la création, à l'architecture et au patrimoine (LCAP) . Ce lien à l'urbanisme et à l'administration l'éloignera des architectes en chef qui resteront libéraux, à la marge de l'administration. Avec l'augmentation des ACMH au milieu du XXe siècle, ceux-ci assureront eux-mêmes leur suivi de chantier (aidés la plupart du temps par des architectes, collaborateurs d'architecte en chef au sein d'agences d'architecture privées), l'ABF assurant l'entretien et les réparations ordinaires de l'ensemble des monuments historiques classés du département où ils sont nommés.
Avec la privatisation en 2009 des travaux sur monuments historiques classés, l'architecte des bâtiments de France comme l'architecte en chef des monuments historiques perdra la maîtrise d’œuvre sur monuments classés à l'exception de ceux appartenant à l'État (notamment les cathédrales).

### Chronologie
- XVIe siècle : création de la surintendance des Bâtiments par le roi de France François Ier.
- 1897 : création des architectes des monuments historiques, résidant sur place, s'occupant du suivi des travaux sur les cathédrales, secondant les architectes en chef des monuments historiques.
- 1907 : décret du 12 avril 1907 portant organisation du service d'architecture des monuments historiques et instituant les architectes ordinaires des monuments historiques.
- 1908 : architectes ordinaires des bâtiments civils qui s'occupent de tous les monuments historiques.
- 1935 : décret du 20 décembre 1935 relatif au recrutement des architectes des monuments historiques[7].
- 1946 : création du corps des architectes des bâtiments de France. Ils ont la charge de faire respecter entre autres la qualité des abords autour des monuments historiques. Décret du 21 février 1946 portant organisation d’agences des bâtiments de France.
- 1978 : rattachement de l'architecture au ministère de l'Équipement[8]. Les architectes des bâtiments de France deviennent les chefs des services départementaux de l'architecture (SDA). Ils ont pour but de contrôler l'architecture non seulement autour des monuments historiques, comme la loi l'exige, mais aussi sur l'ensemble du département[9].
- 1984 : Décret n° 84-145 du 27 février 1984[10] portant statut particulier du corps des architectes des bâtiments de France qui deviennent alors pleinement fonctionnaires et doivent alors remplir les obligations décrites à l'article 2 dudit décret.
- 1993 : Décret de 1993 sur la création du corps du corps des architectes et urbanistes de l'État[11]. Rapprochement des urbanistes et des ABF. Refonte globale de leurs statuts les intégrant pleinement au sein de l'administration et leur supprimant la possibilité de cumul. L'intégration à ce corps est sur base de volontariat pour les ABF mais obligatoire pour les urbanistes d'états(UE). Ils seront, sous réserves des conditions d'ancienneté, respectivement classés au 3ème grade(art.17) pour les ABF et au 2éme grade pour les UE (art.19).
- 1995 : rattachement du corps des architectes des bâtiments de France au ministère de la Culture, création d'un corps interministériel (puisqu'une partie des AUE exercent pour le compte du ministère de l'Équipement).
- 1996 : la loi de finances initiale de 1996 transfère au ministère de la Culture les services départementaux de l'architecture et du patrimoine (SDAP), les écoles d'architecture et une sous-direction de la DAU. Les SDAP deviennent des services déconcentrés du ministère de la Culture à part entière.
- 2004 : décret du 2 juin fixant le nouveau statut du corps des AUE.
- 2009 : privatisation des travaux sur monuments historiques classés. La maîtrise d’œuvre est dorénavant privée et exercée par les architectes du patrimoine (également issus de l'École de Chaillot), mis en concurrence.
- 2010 : au titre de la réforme territoriale de l'État (REATE), l'ensemble des services régionaux et départementaux sont réorganisés. Les services départementaux de l'architecture et du patrimoine (SDAP) deviennent des unités territoriales des directions régionales des affaires culturelles (DRAC), les services territoriaux de l'architecture et du patrimoine (STAP).
- 2016 : dans le cadre de la loi relative à la liberté de la création, à l'architecture et au patrimoine (LCAP), promulguée le 7 juillet 2016, les services territoriaux de l'architecture et du patrimoine (STAP) deviennent des unités départementales de l'architecture et du patrimoine (UDAP).

Les conditions d'exercice par les architectes des bâtiments de France de leurs missions de contrôle donnent lieu à des frictions et crispations récurrentes. 
En septembre 2024, un rapport de mission sénatoriale porte sur diverses incompréhensions de la part d'élus locaux, de porteurs de projets ou d'autres, et sur des sujets comme le manque d'effectif, le coût des travaux, les divergences territoriales d'avis, le manque de pédagogie, l'insuffisante prise en compte du contexte écologique et en particulier de la transition énergétique (frein à l'utilisation de panneaux solaires dans les périmètres de protection, même là où il n'y a pas de covisibilité...) qui touche la profession. Le rapport reconnait qu'en raison du nombre croissant de monuments historiques et donc de zones de protection, malgré une hausse de 6 % des effectifs, ces fonctionnaires peinent à répondre aux besoins (+63 % d’avis sur la période 2013-2023, soit 2851 avis par an et par ABF, ou 13 par jour travaillé). Plus de la moitié des avis obligatoires relatifs aux demandes d’autorisation d’urbanisme concernent un zonage de monument historique, de site remarquable ou de site inscrit, et 48 % sont des avis simples n’engageant pas le demandeur. Cela conduit à une « surcharge administrative » qui atteint ses limites dans environ 40 % de départements (plutôt ruraux) qui n'ont qu'un ABF. Le rapport invite à renforcer leur fonction de conseil, en amont des projets qui restent appréciés des élus locaux comme des administrés. Le rapport suggère de porter à un mois le délai de sept jours pour contester une décision de l’ABF par l’autorité compétente en matière d’urbanisme, un délai « largement insuffisant », notamment pour les petites communes qui manquent d’expertise « pour permettre ou un recours efficace et argumenté, ou un débat serein entre l’ABF et le porteur du projet ». Il promeut également l’intervention d’un médiateur élu pour désamorcer le conflit, une possibilité qui existe déjà mais « trop peu connue et utilisée ». Une commission départementale de médiation pourrait examiner les dossiers sources de désaccords avec les maires et proposer un règlement.

## Organigramme et rattachement
Les architectes des bâtiments de France dépendent du ministère de la Culture. L’ABF exerce jusqu'en 2016 dans un Service départemental de l'architecture et du patrimoine (SDAP), désormais Unité départementale de l'architecture et du patrimoine (UDAP), son responsable hiérarchique étant le directeur régional des affaires culturelles (DRAC). La fonction est départementale et il existe au moins un architecte des bâtiments de France par département, installé au chef-lieu de département.
Il y a une UDAP par département, dirigé par un chef de service, assisté d'un ou deux adjoints et d’environ un à cinq agents (en moyenne). Le chef de service et ses adjoints sont ABF et chacun d'entre eux possède un pouvoir propre sur les missions qui lui sont confiées.

## Missions

### La gestion d'espaces patrimoniaux protégés
- Les abords des monuments historiques : la maîtrise d’œuvre des édifices classés (loi du 31 décembre 1913, aujourd'hui Code du patrimoine, livre VI) est confiée à l’architecte des bâtiments de France pour les travaux d'entretien courant, sinon c'est du rôle de l'architecte en chef des monuments historiques (ACMH) compétent territorialement pour les gros travaux ; l’ABF est consulté pour tout projet situé dans le périmètre de protection de 500 mètres de rayon (instauré par la loi de 1943) autour d’un monument historique ;
- Les sites protégés : en tant qu’acteur de la qualité du paysage, l’ABF veille sur les espaces inscrits ou classés au titre des sites (loi du 2 mai 1930 ; parcs et jardins, espaces naturels, terroirs marqués par l’homme...) ; les sites sont gérés par le ministère de l’Environnement qui missionne l’ABF sur le terrain ;
- Les secteurs sauvegardés, devenus sites patrimoniaux remarquables depuis la Loi relative à la liberté de la création, à l'architecture et au patrimoine (dite loi LCAP) du 7 juillet 2016, qui crée la possibilité d'un recours administratif devant le préfet de région, préalablement à une éventuelle saisine du juge administratif. 930 recours ont été introduits en 2022, concernant 0,2% de tous les avis rendus par les ABF (malgré une forte progression ces dix dernières années) ; le refus d'un ABF offre la possibilité de déclencher une procédure de recours,mais ce n’est pas le cas des accords avec prescriptions pour le demandeur, "ce qui peut s’avérer pénalisant ou bloquant"[14] : l'ABF veille à la cohérence des dispositions inscrites au plan de sauvegarde (loi Malraux de 1962 visant à prévenir la destruction des centres anciens) lors de son élaboration, puis à leur respect lors des travaux intérieurs et extérieurs dans le secteur ;
- Les zones de protection du patrimoine architectural, urbain et paysager (ZPPAUP) devenus également sites patrimoniaux remarquables depuis la loi LCPA de 2016 : dans ces zones, l’ABF coordonne l’étude puis vérifie la conformité des projets avec ses dispositions ; c’est un travail de maîtrise de l’urbanisation.

Dans le cadre du contrôle de ces espaces protégés, l’ABF émet un avis sur tous types de projets (permis de construire, de démolir, d'aménager, déclaration préalable de travaux, certificat d’urbanisme opérationnel). Selon l’espace protégé et la demande, l’autorité (maire ou préfet) qui délivre l’autorisation est liée par l’avis de l’ABF (avis conforme), ou non (avis simple), mais peut toutefois engager sa responsabilité et son propre contrôle esthétique (articles UG.11 du P.L.U., L. 421-6 ou R. 111-26 et suivants du code de l'urbanisme) (voir notamment sur ses différents avis l'article STAP).
L’avis de l'ABF est susceptible de recours devant la commission régionale du patrimoine et des sites (CRPS) présidée par le Préfet de région.

### La protection du patrimoine
- Proposition de protection ou de labellisation (pour le patrimoine du XXe siècle) d'édifices patrimoniaux en liaison avec le conservateur régional des Monuments historiques (CRMH).
- Avis sur les immeubles susceptibles d’être proposés pour une protection au titre du livre VI du Code du patrimoine (issu de la loi du 31 décembre 1913, partiellement abrogée) ; à ce titre, ils participent aux commissions régionales du patrimoine et des sites.
- Surveillance de l’état sanitaire des édifices protégés conjointement avec les architectes en chef des monuments historiques.
- Avis sur les propositions de travaux des architectes du patrimoine et des architectes en chef des monuments historiques et vérification de la conformité des travaux aux projets autorisés.
- proposition et validation des dossiers pouvant prétendre aux subventions et défiscalisations de la fondation du patrimoine.
- recensement du patrimoine architectural et végétal d'intérêt communal (au titre de l'art. L123-1-7° du code l'urbanisme).
- validation et accompagnement des opérations d'amélioration de l'habitat (OPAH) en centre ancien.

### L'entretien des monuments classés
- L'ABF veille à la conservation des édifices protégés, en déterminant et en dirigeant les interventions d'entretien et de réparations ordinaires sur les édifices classés lorsque ces travaux sont financés par le ministère de la Culture et de la Communication. Les travaux d'entretien suivis au sein du STAP sont de deux ordres : entretien courant d'une part, opérations curatives plus lourdes d'autre part, financées par des crédits pluriannuels, qui peuvent nécessiter l'intervention complémentaire de géomètres et de bureaux d'études.

Cette mission d'entretien confiée à l'ABF laisse place à l'intervention de l'architecte en chef des monuments historiques (ACMH) dès lors que l'état du monument nécessite une analyse approfondie en prévision d'une campagne de restauration. La délimitation entre les interventions ponctuelles et les restaurations nécessite une concertation systématique assurée par le conservateur régional des monuments historiques (CRMH).

### Le conservateur des monuments d'État
- L'ABF est également le conservateur des monuments appartenant à l'État et affectés à la direction générale des Patrimoines du ministère de la Culture et de la Communication. Celui-ci, qui a la responsabilité de 400 monuments (sur les 13 000 monuments historiques classés, dont 700 appartiennent à l'État), est le premier propriétaire de monuments historiques en France. Selon les départements, l'ABF est donc conservateur d'au moins un (le plus souvent la cathédrale de son département) sinon plusieurs monuments.

Conserver signifie assurer le maintien, c'est-à-dire gérer l'entretien, la réparation et la sécurité courante.
- De très nombreux monuments, ouverts au public, confiés au Centre des monuments nationaux, bénéficient en outre d'un administrateur chargé de leur gestion et de leur animation. Les missions d'entretien sont alors ainsi réparties : à l'administrateur revient l'entretien préventif, au conservateur (l'ABF) l'entretien curatif et les travaux de réparation plus importants. Il est cependant à noter qu'avec le transfert des compétences de maîtrise d'ouvrage et de maîtrise d'œuvre pour les travaux de réparation et d'entretien au CMN, le CMN possède en interne ses propres conservateurs (conservateurs des monuments nationaux). Ceux-ci sont recrutés parmi le corps des AUE.

### La sensibilisation et la pédagogie
- Les architectes des bâtiments de France ont aussi pour mission la sensibilisation et la pédagogie en direction des élus et du public, et le maintien des savoir-faire, des techniques et matériaux traditionnels.
- Mise en place de dossiers de subventions pour les monuments historiques, pour le classement ou l'inscription sur la liste supplémentaire des monuments historiques, ou de subventions dans le cadre de politique d'amélioration de l'habitat (ANAH par exemple).
- L’ABF est aussi représenté officiellement lors de diverses commissions comme l'élaboration d’une ZAC, de jury de concours, de création et de révision de PLU…
- Il peut aussi être conseiller auprès d’élus, de particuliers ou de maîtres d’œuvre, en collaboration ou non avec le Conseil d'architecture, d'urbanisme et d'environnement (CAUE), dont il est membre du conseil d'administration.

## Développement de carrière
Architecte des bâtiments de France est une fonction. Son développement de carrière est largement lié à son corps d'appartenance qui est celui des architectes et urbanistes de l'État. Le corps possèdent 4 grades :
- architecte et urbaniste de l'État élève,
- architecte et urbaniste de l'État (AUE),
- architecte et urbaniste en chef de l'État (AUCE),
- architecte et urbaniste général de l'État (AUGE).

Si les postes d'ABF adjoint au chef de service, sont avant tout des postes d'AUE, les postes de chef de service sont, en fonction de leur importance, des postes d'AUCE ou d'AUGE.
Après une première partie de carrière d'ABF, les débouchés sont importants et les choix de postes très variés. De par leur interministérialité, les AUE peuvent exercer leurs fonctions tant au ministère de la Culture qu'au MEDAD.
Nous trouvons ainsi actuellement les AUE au sein de l'administration centrale ou déconcentrée aux postes de secrétaire général d'un service déconcentré, de sous directeur d'administration centrale, de secrétaire général d'une DRDE, CRMH, d'inspecteur général, directeur adjoint d'un service déconcentré, directeur régional des Affaires culturelles, directeur de CIFP, chargé d'inspection au conseil général des ponts et chaussées, chef de service de l'Habitat, de chef de service de l'urbanisme, de directeur départemental de DDE, directeur régional de DRE...), et de ministère de l'Environnement (notamment à la DIREN), chef de service déconcentré, de directeur d'école nationale supérieure d'architecture...
En outre, un certain nombre d'ABF rejoint après concours, le corps des architectes en chef des monuments historiques (les ABF y sont présents à environ 40 %).

## Revues
- Pierre d'angle, revue trimestrielle des architectes des bâtiments de France[15] ;
- Diagonal, revue des AUE du MEDAD.

## Associations
- ANABF, association des architectes et urbanistes de l’État occupant les fonctions d’architectes des bâtiments de France[16] ;
- AAUE, association des architectes et urbanistes de l'État employés par le ministère de l’écologie[17] ;
- Association des architectes du patrimoine[18]. Également diplômés de l’École de Chaillot, les Architectes du Patrimoine sont des architectes. La plupart exercent la maîtrise d’œuvre à titre libéral ou en société d’architecture au service de maîtres d’ouvrages publics et privés. Certains intègrent la fonction publique sur concours comme Architectes des Bâtiments de France (ABF), Architectes Urbanistes de l’État (AUE), ou entrent au service de collectivités territoriales.